# Blaudus
Blaudus is een geslacht van wantsen uit de familie van de Acanthosomatidae (Kielwantsen). Het geslacht werd voor het eerst wetenschappelijk beschreven door Carl Stål in 1872.

## Soorten
Het genus bevat de volgende soort:

- Blaudus ruficornis Stål, 1872